# Orange Grove
Orange Grove é uma cidade localizada no estado norte-americano de Texas, no Condado de Jim Wells.

## Demografia
Segundo o censo norte-americano de 2000, a sua população era de 1288 habitantes.
Em 2006, foi estimada uma população de 1408, um aumento de 120 (9.3%).

## Geografia
De acordo com o United States Census Bureau tem uma área de
2,8 km², dos quais 2,8 km² cobertos por terra e 0,0 km² cobertos por água. Orange Grove localiza-se a aproximadamente 59 m acima do nível do mar.

## Localidades na vizinhança
O diagrama seguinte representa as localidades num raio de 12 km ao redor de Orange Grove.